# 陸上自衛隊中央業務支援隊
陸上自衛隊中央業務支援隊（ちゅうおうぎょうむしえんたい、JGSDF Central Service Support Unit）は、東京都新宿区の市ヶ谷駐屯地に駐屯している陸上自衛隊の防衛大臣直轄部隊である。駐屯地業務隊類似の機能を有するが、特に区別されている。

## 概要
2000年（平成12年）3月28日の防衛庁の市ヶ谷移転に伴い、檜町駐屯地業務隊・陸上自衛隊人事統計隊・陸上自衛隊印刷補給隊（長官直轄部隊）および市ヶ谷駐屯地業務隊（東部方面隊直轄）の4個部隊を統合して発足した。陸上自衛隊（陸上幕僚監部）のみならず、市ヶ谷駐屯地に所在する部隊などに対して、各種の支援業務を実施するほか、市ヶ谷地区の駐屯地業務の実施を主要任務としている。
隊員は自衛官と事務官・技官が約半数ずつ所属し、隊長が市ヶ谷駐屯地の駐屯地司令を兼任する。

## 沿革
- 2000年（平成12年）3月28日：陸上自衛隊中央業務支援隊が市ヶ谷駐屯地に新編。隊長が市ヶ谷駐屯地司令に職務指定。

- 2021年（令和3年）4月1日：人事統計部を廃止（総務部の人事統計科に改組）、管理部を新編。

## 部隊編成
- 総務部
  - 総務科
  - 厚生科
  - 衛生科
  - 人事統計科
- 管理部[1]
  - 管理科
  - 車両科
- 印刷補給部
  - 運用科
  - 補給科
  - 工場

## 主要幹部
| 官職名                                         | 階級    | 氏名     | 補職発令日     | 前職                                                            |
| ---------------------------------------------- | ------- | -------- | -------------- | --------------------------------------------------------------- |
| 陸上自衛隊中央業務支援隊長 兼 市ヶ谷駐屯地司令 | 陸将補  | 山﨑義浩 | 2022年12月23日 | 陸上自衛隊施設学校長 兼 勝田駐屯地司令                          |
| 副隊長                                         | 1等陸佐 | 横山裕之 | 2024年08月01日 | 統合幕僚監部総務部総務課 連絡調整業務室長                       |
| 総務部長                                       | 1等陸佐 | 小林豊   | 2023年12月日   | 中部方面総監部防衛部防衛課 防衛調整官 ※2024年1月1日 1等陸佐昇任 |
| 管理部長                                       |         |          |                |                                                                 |
| 印刷補給部長                                   | 1等陸佐 | 水沼大   | 2024年08月01日 | 陸上自衛隊教育訓練研究本部勤務                                  |

| 代 | 氏名                 | 在職期間               | 出身校・期                     | 前職                                         | 後職                                           |
| -- | -------------------- | ---------------------- | ------------------------------ | -------------------------------------------- | ---------------------------------------------- |
| 01 | 後藤英二 （1等陸佐） | 2000.3.28 - 2001.6.28  | 防大13期                       | 檜町駐屯地業務隊長 兼 檜町駐屯地司令         | 陸上自衛隊北海道補給処長 兼 島松駐屯地司令     |
| 02 | 藤井信二 （1等陸佐） | 2001.6.29 - 2003.8.1   | 防大14期                       | 自衛隊秋田地方連絡部長                       | 退職（陸将補昇任）                             |
| 03 | 宮﨑悟介             | 2003.8.1 - 2005.7.28   | 生徒10期・ 中央大学 昭和48年卒 | 防衛医科大学校学生部長 →2004.3.29 陸将補昇任 | 退職                                           |
| 04 | 柴田幹雄             | 2005.7.28 - 2006.8.3   | 防大19期                       | 中部方面総監部幕僚副長                       | 陸上自衛隊幹部候補生学校長 兼 前川原駐屯地司令 |
| 05 | 松川史郎             | 2006.8.4 - 2008.3.25   | 防大20期                       | 第6師団副師団長 兼 神町駐屯地司令            | 陸上自衛隊富士学校副校長                       |
| 06 | 佐藤秀樹             | 2008.3.26 - 2009.12.7  | 防大20期                       | 第6師団副師団長 兼 神町駐屯地司令            | 退職                                           |
| 07 | 新村暢宏             | 2009.12.7 - 2011.8.5   | 防大21期                       | 陸上自衛隊武器学校長 兼 土浦駐屯地司令       | 退職                                           |
| 08 | 山本一利             | 2011.8.5 - 2012.12.3   | 東京都立大学 昭和53年卒        | 警務隊長                                     | 退職                                           |
| 09 | 山本敦督             | 2012.12.4 - 2014.8.4   | 防大25期                       | 第3師団副師団長 兼 千僧駐屯地司令            | 陸上自衛隊富士学校副校長                       |
| 10 | 大内田憲治           | 2014.8.5 - 2016.6.30   | 防大28期                       | 中部方面総監部人事部長                       | 第3師団副師団長 兼 千僧駐屯地司令              |
| 11 | 内田雄三             | 2016.7.1 - 2018.3.26   | 防大29期                       | 陸上自衛隊東北補給処長                       | 防衛装備庁調達事業部調達総括官                 |
| 12 | 九鬼東一             | 2018.3.27 - 2020.8.24  | 防大30期                       | 東北方面総監部幕僚副長                       | 退職                                           |
| 13 | 今村武               | 2020.8.25 - 2022.12.22 | 防大34期                       | 北部方面総監部幕僚副長                       | 中部方面総監部幕僚長 兼 伊丹駐屯地司令         |
| 14 | 山﨑義浩             | 2022.12.23 -           | 防大34期                       | 陸上自衛隊施設学校長 兼 勝田駐屯地司令       |                                                |